# Fundo Global de Combate à AIDS, Tuberculose e Malária
O Fundo Mundial de Combate à SIDA, Tuberculose e Malária (português europeu) ou Fundo Global de Combate à AIDS, Tuberculose e Malária (português brasileiro) (também chamado de O Fundo Global ou FGLATM) é uma organização financeira internacional que tem como objetivo "atrair e distribuir recursos adicionais para prevenir e tratar de HIV e AIDS, tuberculose e malária." Uma parceria público-privada, a organização tem seu secretariado em Genebra, Suíça. A organização começou suas operações em janeiro em 2002. A empresa Microsoft foi uma das primeiras fundações privadas, entre muitos doadores bilaterais a fornecer dinheiro para alavancar o projeto.
O Fundo Global é o maior financiador mundial de programas antiAIDS, tuberculose e malária e, ao final de 2010 aprovou o financiamento de US$ 21,7 bilhões de que suporta mais de 600 programas em 150 países. A organização declara que financiou a distribuição de 160 milhões de mosquiteiros para combater a malária, forneceu tratamento antituberculose para 7,7 milhões de pessoas, e tratamento para AIDS para cerca de três milhões de pessoas, salvando 6,5 milhões de vidas. Em 2009, o Fundo contabilizou em torno de 20 por cento do financiamento público internacional para HIV, 65 por cento para tuberculose, e 65 por cento para malária.
Atualmente, o Fundo Global é quase inteiramente financiado por contribuições dos governos de países desenvolvidos. Desde que o Fundo foi criado em 2002, contribuições do setor público totalizaram US$28,3 bilhões (95 por cento de todas as contribuições). Os US$ 1,6 bilhões restantes (5 por cento) foram angariados do setor privado ou outras iniciativas de financiamento. O Fundo afirma que de 2002 a 2015, 54 governos de países doadores prometeram um total de US$ 28,3 bilhões e já pagaram US$ 17,2 bilhões. De 2001 até 2010, o maior contribuinte tem sido de longe os Estados Unidos, seguido de França, Japão, Alemanha, e Reino Unido. As nações doadoras com a maior porcentagem de produto nacional bruto que contribuíram com o Fundo de 2008 até 2010 são Suécia, França, Noruega, Países Baixos, e Espanha. A Grande Recessão causou significante impacto ao fundo. O Fundo afirmou em maio de 2011 que a arrecadação foi diminuída em US$ 1,3 bilhões de 2011 até 2013, tentando alcançar pelo menos US$ 13 bilhões para cobrir o mínimo necessário estimado mas conseguindo apenas garantia de US$ 11,7 bilhões. A organização também foi afetada negativamente quando da revelação do sumiço de US$ 25 milhões de programas comunitários em quatro nações na África, que causou a suspensão das doações da Suécia e da Alemanha até o término da auditoria em 2011. Em 2011, uma investigação interna da organização identificou 13 países, a maioria da África, de onde a soma de vários milhões de dólares de medicação antimalária foram roubados e presumivelmente vendidos no mercado negro. Um porta-voz do Fundo Global confirmou que a organização suspeita que o valor de US$ 2,5 milhões em drogas antimalária foi roubado de Togo, Tanzânia, Serra Leoa, Suazilândia, e Camboja de 2009 a 2011, com alguns casos recentes. Investigações continuam para determinar a quantia que foi roubada em outros países.